# Dimmitt (Teksas)
Dimmitt je grad u američkoj saveznoj državi Teksas. Prema popisu stanovništva iz 2010. u njemu je živjelo 4.393 stanovnika.